# Dorsa Dana
Dorsa Dana – grupa grzbietów na powierzchni Księżyca  o średnicy około 70 km. Dorsa Dana znajduje się na współrzędnych selenograficznych ☾ 3,0°N 90,0°E/3,000000 90,000000 na obszarze Mare Smythii.
Nazwa grzbietu została nadana w 1976 roku przez Międzynarodową Unię Astronomiczną i pochodzi od Jamesa Dwighta Dany (1813-1895), amerykańskiego geologa, mineraloga i zoologa.